# Lidmila
Lidmila je ženské jméno slovanského původu. Jde o méně častou variantu jména Ludmila, znamená buďto milá lidu, nebo milující lid. Spolu s tímto jménem slaví svátek dne 16. září. Z tohoto jména také původně vzniklo jméno Lída, které je často používáno jako domácká podoba jména Ludmila.
S největší hustotou se toto jméno vyskytuje na severovýchodě Čech, konkrétně v okolí Dobrušky, Nového Města nad Metují, Jilemnice a Nové Paky.

## Domácké podoby
Mezi domácké podoby křestního jména Lidmila patří Lída, Líďa, Lidmilka, Lidunka, Liduška, Liduš, Liduše, Lidka, ale také Milka, Miluška apod.

## Obliba jména
Jméno Lidmila je mezi novorozenými dívkami v Česku velmi vzácné. K roku 2016 činil průměrný věk nositelek 72 let. Nejvíce oblíbené bylo jméno ve 40. letech 20. století, nejvíce nositelek žijících k roku 2016 se narodilo v roce 1946, a to 127. Od roku 1975 počet nově narozených nositelek za rok nikdy nebyl vyšší než pět. Jméno se ale stále mezi nově narozenými dívkami sporadicky vyskytuje, ve 21. století jich toto jméno získalo jedenáct.
Následující tabulka vývoje počtu nositelek mezi lety 2010 až 2016 dokazuje, že počet žijících nositelek každým rokem rychle klesá a během této doby jich téměř pětina zemřela. Celkový úbytek počtu žen se jménem Lidmila za těchto šest let činí −19,11 %.
| Rok  | Počet nositelek | Změna oproti předchozímu roku |
| ---- | --------------- | ----------------------------- |
| 2010 | 3 474           | –                             |
| 2011 | 3 312           | −4,66 %                       |
| 2012 | 3 209           | −3,11 %                       |
| 2013 | 3 103           | −3,3 %                        |
| 2014 | 3 017           | −2,77 %                       |
| 2015 | 2 902           | −3,81 %                       |
| 2016 | 2 810           | −3,17 %                       |

## Významné osobnosti
- Lidmila Junková (1913–2022) – v letech 2021–2022 nejstarší občanka Česka
- Lidmila Kábrtová (* 1971) – česká spisovatelka
- Lidmila Kapičková-Kudrnová (1886–?) – česká pedagožka, spisovatelka a historička
- Lidmila Malá (1908–1942) – česká učitelka a odbojářka
- Lidmila z Rožmberka – česká šlechtična
- Lidmila Vášová (1939–2020) – česká knihovnice